# コルト (剣)
コルトまたはコルタン、コルテーヌ（古フランス語: Corte, Cortain、 "短い"の意）は、フランスの武勲詩等におけるシャルル大帝の家臣オジェ・ル・ダノワの剣。
『オジェの武勲詩によれば』、異教徒カラウーの「短い」コルトを譲り受けたとされる。しかし『ルノー・ド・モントーバン』によれば、オジェが王都エクス・ラ・シャペルの標石で試し切りしたとき半ピエ（6インチ）ほど毀れたので「コルタン」と命名した。サガではシャルルが王都で試した3振りのうち、鋼鉄に小傷しかおわせなかったので「礼節な」「クルト」と名付けられたとされる。
コルタナ等とも表記。

## 初期作品
オジェが「短い剣」を持つという伝承は相当古く、カスティーリャ語で書かれた『サン・ミリャン注記』（1060年ごろ成立）に、「短い剣のオジェーロ（オジェーロ・スパタ・クルタ）」という二つ名が記されており、コルタンという剣名にちなんだ綽名と推論されている 。
武勲詩『ロランの歌』（11世紀成立）の最古現存本（O本=オックスフォード本、1125–50年ごろ）にこそこの剣名は現れないが、以後の稿本には、コルタン剣が言及される 。
武勲詩『オジェの騎士道』（1194–1200年ごろ）には、騎士なりたてのオジェがこの剣を元の持ち主から得た経緯などが語られている。また、これと同期かやや早期の武勲詩、例えば『アスプルモンの歌』（＜1190年）)や、『ルノー・ド・モントーバン』（別名『エイモン公の4人の息子』、1200年ごろ）にも言及される。

### 剣の遍歴
フランス文学の伝承ではオジェ（→オジエ）は、異教徒ながらに礼節わきまえた騎士カラウー（Caraheu; →カラヒュー）より譲り受けた剣とされる。だがトマス・ブルフィンチによる現代再話では、シャルルがオジェに佩刀させた剣を妖精（→モルガナ）がすり変えたのだ、と書き換えられている。
『オジェの騎士道』第1詩篇（「オジェの幼年時代」の部）によれば、 オジェはまだ騎士見習いで、しかも人質の身であり、剣も帯びずにサラセン人によるローマ侵攻の膺懲戦を傍観していたが、敗走した旗手アロリの具足を奪って戦に乱入する 。活躍によりオジェは騎士のより叙勲を受け、シャルルマーニュ王は自分の剣を佩刀させる。
継続する戦いで、異教徒の勇者インドのカラウーは、オジェに一騎討ちの挑戦を送り、異教徒の王子サドワーヌ（→サドン）対シャルロット王子で2組の一騎討がローマに流れるテヴェレ川の島で執り行われる運びとなる。
カラウーの武器は、そもそも"野蛮なるブリュマダン"という名の剣であったが（ひとつの解釈 ）、エスキュラブルという鍛冶師が20度において鍛え直した。大理石の切石で切れ味をためしたが、掌の長さほど欠けたので、刀身を縮めて打ち直した。よって「短い」を意味する コルテまたはコルタンの名が冠されることとなった。 
騎士道的な異教徒カラウーはこの剣でオジェと果たし合いをしたもの、横やりが入り決着はつかなかった。そしてオジェは、新手の異教徒の丈夫であるブリュナモンと一騎打ちすることとなり、カラウーは剣などの具足および軍馬をオジェに貸し与えた。

#### ルノー・ド・モントーバン
ルノー・ド・モントーバンの武勲詩（『エイモン公の4人の息子』、12世紀末）によれば、オジェは王都エクス・ラ・シャペルで剣を標石（perron）で試して、半ピエ（半足尺）欠けたので、ふさわしい名前として（「短い」を意味する）"コルタン（Cortain）"が与えられた、としている。

#### 北欧サガ版
古ノルド語の『カルル大王のサガ』第1部（1240年ごろ）には異なる入手経路が綴られる。
カルル大王（シャルルマーニュ）がマラキンという者から（身代金がわりに）３振りの剣をもらい受けたが。三本ともガラント（ウェイランド・スミス）が七年かけた作であった。このうち一本がクルト（＝コルト）と名付けられた（以下詳述）。
カルル大王が王都アーヘンに帰参し、3振りの剣を鋼鉄の塊で試したところ、1本目は鋼鉄ブロックをわずか傷つけクルト（Kurt）と名付けられ、2本目は掌幅以上ほど切り込んだのでアルマツィア（Almacia） 、3本目は足半分以上ほどの切片を切り落としたのでデュルムダリ"（Dyrumdali）と命名された。
すなわちこの北欧作品においては、剣が短くなっておらず、「短い」という意味の剣名を得たことがうまく伝えられていない。あえて古ノルド語でクルト（"Kurt"）の剣の意味を求めるとしたら、それは"礼節"や "騎士道"の意味となる。

### 天使が制す

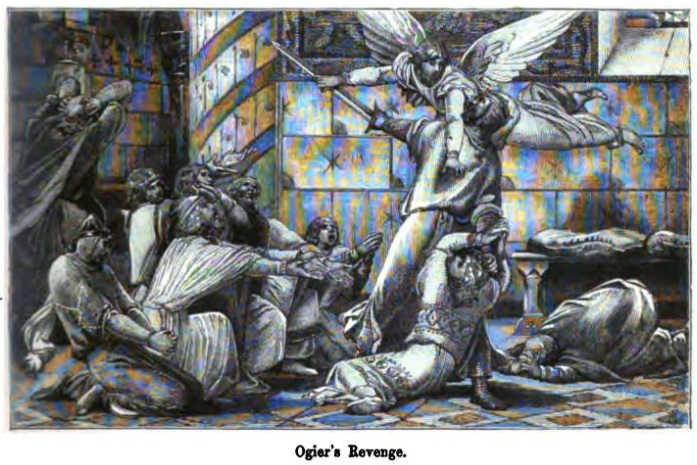
オジェがシャルロ王子めがけて振りかざす剣を天使が制止—レオン・ゴーティエ『騎士道』（1884年）挿絵、リュック＝オリヴィエ・メルソンの構図

オジェは反逆の徒となるが、これはシャルロ王子が息子のボードワンをチェスの勝敗をめぐり殺したからである)。長年、シャルル王軍に対し抗戦するも、ついには俘虜となる。『オジェの騎士道』第9枝篇では、新たな異教徒軍に対抗できる軍人がいないフランス国は、オジェを釈放して頼みの綱にしようとするが、オジェの条件は辛辣で、シャルロ王子に対し息子の復讐を果たすことだった。オジェがシャルロ往時をコルタンの剣で殺そうとしたその時、大天使ミカエルが降臨してこれをさえぎ、剣の刃をその手で制し、処刑を阻止した。

### 14世紀以降
この剣は、叙事詩の14世紀以降の改作版にも登場した。十音綴詩版ロマンス（1310年ごろ）や、アレクサンドラン韻律（十二音綴）詩版（1335年ごろ）、15世紀の散文物語版にはいずれもカラウーがこの剣をつかってオジェと一騎討する場面が踏襲される。散文作家もやはり天使が剣を制する場面を残すが、聖ミカエルではなく "天国よりの某天使"に変化しており、オジエの剣の先端を取って止める、など微変更もみられる。後期の重版本では、章の冒頭に足された要約文に"首を切ろうとしていたのを、天使がその腕を制して.."とまとめているものがある。

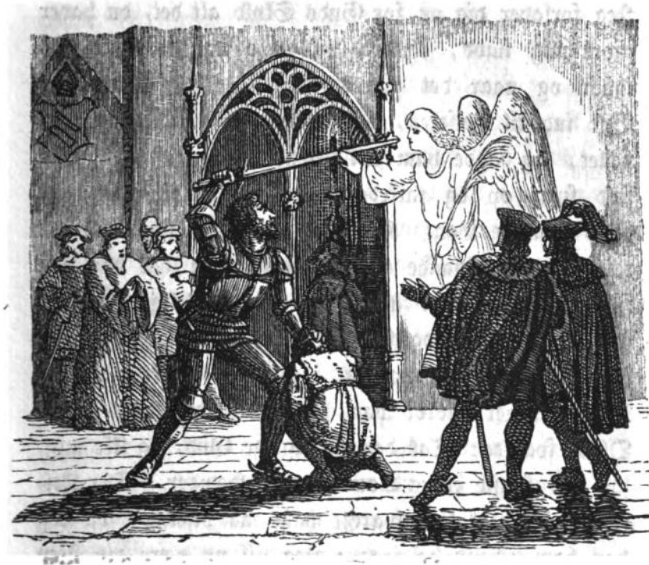
オルガー・ダンスクの剣（Kortone）からカルロットを守る天使—ハンセン編（1842年）『オルガー・ダンスク年代記』挿絵

散文物語のデンマーク語翻案である『ホルガー・ダンスク年代記』（1534）でも、この剣（Kortone）に剣にまつわる物語は、踏襲される。また、この剣は、当時の人間が見ようと思えば、パリ郊外のモーに在するベント修道院（サン・ブノワ修道院）で目にすることができる、と記される。デンマーク版にもやはり天使が剣をとめる場面（右図参照）が綴られる。

### アーサー王物語群
フランス語の『散文トリスタン』（1230–1235年開始、拡張・改作は1240年より後）にも言及があり、オジェはアーサーの騎士トリスタンの剣を引き継いだことになっている。この剣は、長すぎ重すぎたため、オジェは縮めて使い、コルテーヌ（Cortaine）と名づけた。このフランス産の物語では、シャルル大帝がトリスタンやパロミデスなどの騎士の名剣を五本みつけ、臣下に分け与えたことになっている。パロミデスの剣はオジェにわたしたトリスタンの剣より優れているとみて自分の王剣とした。
イタリア散文版の『タヴォラ・リトンダ（円卓）』（14世紀中葉-15世紀）は、おおよそ『散文トリスタン』を土台としているが、トリスタンの剣にヴィスタマーラ（Vistamara）という名がつけられており、世界でも追随をゆるさぬ最鋭利な剣だと書かれている。この版では、シャルル（カルロ・マーニョ）は、アーサーの王国ログレスのヴェルツェッペ城、五人の騎士像が、本人たちの剣を佩いていたのを見つける。トリスタンの剣は重すぎて、唯一扱えそうなオジェ（ウジエ―リ）にゆだねられたが、初めて使ったときに先が折れ、コルタナ（Cortana）とい名がつけられてしまった。
英国王室も、かつて伝・「トリスタンの剣」を所持しており、ロジャー・シャーマン・ルーミスの説によれば、のちにカーテナ（クルテイン）と呼ばれた戴冠式の剣と同一である。